# Форливези, Джузеппе
Джузеппе Форливези (итал. Giuseppe Forlivesi; 28 марта 1894, Бризигелла, Эмилия-Романья — 3 января 1971, Рим) — итальянский футболист, крайний полузащитник; тренер. Участник летних Олимпийских игр 1920 года.

## Биография
Джузеппе Форливези родился 28 марта 1894 года в итальянской коммуне Бризигелла.
Играл в футбол на позиции левого крайнего полузащитника. В 1911—1914 годах выступал за клуб «Эллас Верона», в составе которого провёл в чемпионате Италии 31 матч и забил 20 мячей. В 1914—1927 годах играл за «Модену», сыграл 118 встреч и забил 44 гола.
В 1920—1925 годах провёл 10 матчей за сборную Италии, забил 2 мяча. Дебютным стал 13 мая 1920 года товарищеский поединок в Генуе против сборной Нидерландов (1:1).
В 1920 году вошёл в состав сборной Италии по футболу на летних Олимпийских играх в Антверпене, занявшей 4-е место. Играл на позиции нападающего, участвовал в 2 матчах против Египта (2:1) и Норвегии (2:1 доп. вр.), мячей не забивал.
После окончания игровой карьеры стал тренером. В 1946—1947 годах возглавлял «Пизу».
Умер 3 января 1971 года в итальянском городе Рим.